# Relax In The City/Pick Me Up
《Relax In The City / Pick Me Up》是日本流行電音組合Perfume第21張單曲。單曲於2015年4月29日發行。唱片公司為Perfume Records/Universal J。

## 介绍
- 距離前一張單曲《Cling Cling》約9個半月發行的單曲[1]，為Perfume在2015年（結成15周年及主流出道10周年）發行的第一彈單曲。這是2011年所發行的單曲「Laser Beam/微香」以來，相隔7張單曲作品後，再次推出雙A面單曲。以完全生産限定盤、初回盤及通常盤三種形態發行。完全生産限定盤是一個可以容納14張常规大小光碟盒的「Relax Room包裝」，將在MV中登場的房間以箱型的包裝重現。
- 《Relax In The City》為札幌啤酒「Sapporo Green Aroma」廣告歌[2]。MV由三人的经纪人提議，首次在沖繩進行外景拍攝[3]。拍攝時間為二月份，由於當時正值冬季，而三人卻要在MV中穿上材質透薄的服裝，成員都表示泠得不斷發抖。此外MV中完全沒有舞蹈部分，成員KASHIYUKA對此表示，這樣做是想把三人最自然真實的一面展現出來[4]。
- 《Pick Me Up》為與伊勢丹新宿店之合作計劃主題曲。MV以「購物的引力」和「新宿的不可思議（SF）」為主題，故事以Perfume三人被神秘力量吸進伊勢丹新宿店裡的場景作開始。此外，去年Perfume曾經在美國樂隊OK Go歌曲「I Won't Let You Down」的MV中作友情客串，而OK Go則反過來在這次MV中客串登場。MV拍攝期間，OK Go又正在日本舉行巡迴演唱會，因此急忙決定參與這次的拍攝。MV的拍攝時間再次打破Perfume的記錄，合共約35小時，比拍攝「Cling Cling」的MV的時間還要長[5]。MV導演為曾為Perfume拍攝歌曲「Secret Secret」、「自然爱」和「欸」MV的兒玉裕一。作為名為「JAPAN NEW POWER」的計劃一部分，MV中Perfume穿戴了由伊勢丹新宿店挑選的一班年輕設計師所設計的服裝和飾品。伊勢丹新宿店同時舉行了期間限定的展覽，展示並售賣部分MV中出現過的服裝和飾品，也展示了一些Perfume以往在MV穿過的服裝[6]。
- B面曲則是「俏正美BB系列」廣告歌。

## 收錄歌曲

### CD
04-06仅收录于完全生产限定盘/初回盘
| 曲序     | 曲目                                                       | 时长  |
| -------- | ---------------------------------------------------------- | ----- |
| 1.       | Relax In The City（札幌啤酒「Sapporo Green Aroma」廣告歌） | 4:12  |
| 2.       | Pick Me Up（伊勢丹新宿店合作計劃主題曲）                   | 3:51  |
| 3.       | （「系列」廣告歌）                                         | 3:40  |
| 4.       | Relax In The City -Original Instrumental-                  | 4:12  |
| 5.       | Pick Me Up -Original Instrumental-                         | 3:51  |
| 6.       | -Original Instrumental-                                    | 3:40  |
| 总时长： | 总时长：                                                   | 23:26 |

### DVD（完全生产限定盘/初回盘）
1. Relax In The City -Video Clip-
2. Relax In The City -Teaser-
3. Pick Me Up -Video Clip-

## 資料來源
1. ↑  .   [2015-06-30]. （原始内容存档于2015-06-19）.
2. ↑  Perfumeが新商品CMキャラに抜擢「初めてこの名前でよかったと思った」 （页面存档备份，存于） ナタリー 2015年3月10日
3. ↑  Perfume、初の沖縄ロケによる新曲MV公開」 （页面存档备份，存于） ナタリー 2015年4月14日
4. ↑  【インタビュー】Perfume、ニューシングル発売＆アニバーサリーイヤーに「みなさんと一緒に楽しめるカタチもいろいろと考えてます」 （页面存档备份，存于） BARKS 2015年4月28日
5. ↑  Perfume×伊勢丹コラボPVの全貌判明、あの海外バンドのカメオ出演も」 （页面存档备份，存于） ナタリー 2015年3月27日
6. ↑  .   [2015-07-17]. （原始内容存档于2015-07-21）.

## 外部連結
- 日本環球唱片公司的Perfume專頁（页面存档备份，存于）（日語）
- 官方YouTube頻道音樂影片：
  - YouTube上的Relax In The City（short ver.）
  - YouTube上的Relax In The City
  - YouTube上的Pick Me Up
  - YouTube上的Relax In The City / Pick Me Up（Teaser）